# Paul Sally

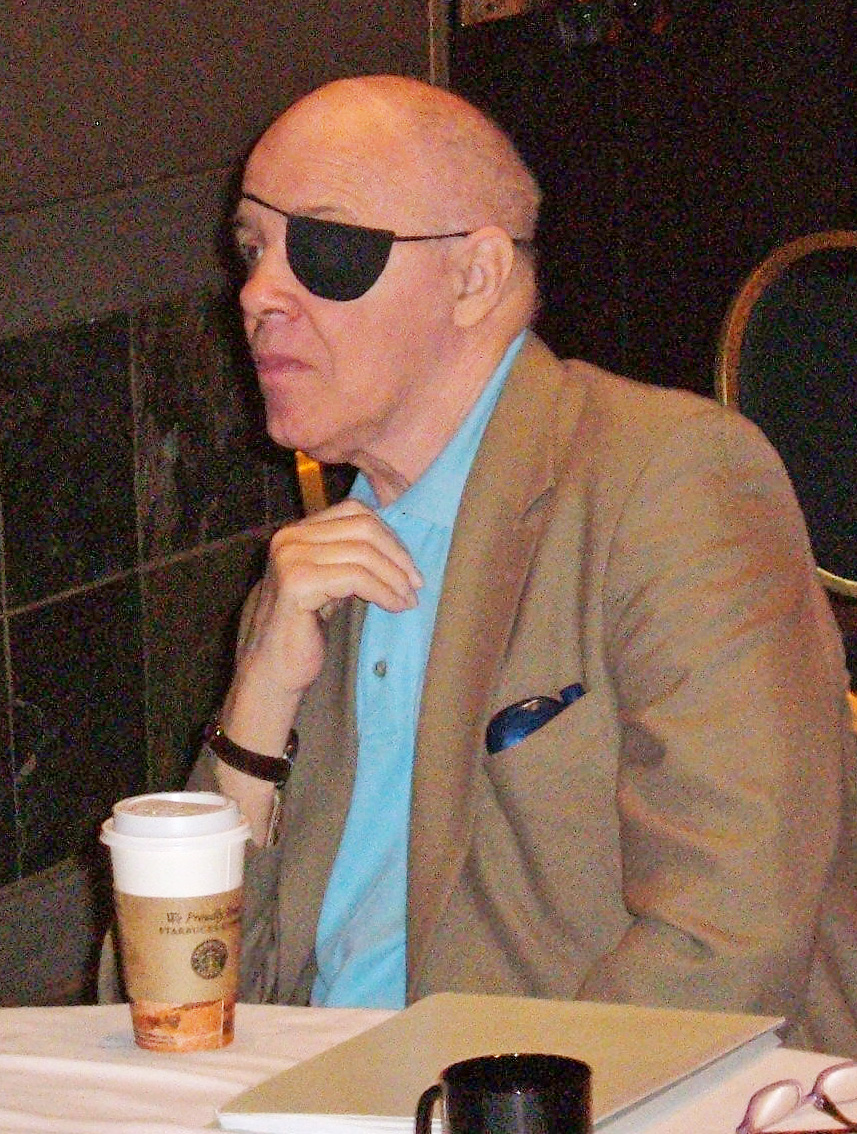
Sally 2008

Paul Joseph Sally Junior (* 29. Januar 1933 in Boston, Massachusetts; † 30. Dezember 2013 in Chicago) war ein US-amerikanischer Mathematiker, der sich mit p-adischer Analysis und Darstellungstheorie und insbesondere mit Mathematikpädagogik befasst.

## Leben und Wirken
Sally studierte am Boston College mit dem Bachelor-Abschluss 1954 und unterrichtete danach an High Schools. 1956 erhielt er den Master-Abschluss vom Boston College und 1965 wurde er bei Ray Kunze an der Brandeis University promoviert (Analytic Continuation of the Irreducible Unitary Representations of the Universal Covering Group of the 2 × 2 Real Unimodular Group). Ab 1965 lehrte er an der University of Chicago.
An der Universität Chicago erhielt er 1967 seine erste Auszeichnung für Lehre und koordinierte ab 1970 Mathematikwettbewerbe für High-School-Schüler im Raum Chicago und organisierte ein Universitäts-Programm für High-School-Schüler. 1983 war er erster Direktor des University of Chicago School Mathematics Projekt (UCSMP), die ab 1998 das Everyday Mathematics Programm herausgaben (auch als Chicago Math bekannt), ein neuartiges Curriculum für Grundschüler (mit Materialien veröffentlicht bei McGraw Hill). Gleich zu Beginn gab es heftige Proteste, so in einem offenen Brief in der Washington Post an den Sekretär im Erziehungsministerium Richard Riley 1999, den drei Nobelpreisträger und vier Träger der Fields-Medaille unterzeichneten. Den Kritikern kam der traditionelle elementare Unterrichtsstoff wie Bruchrechnen zu kurz. Auch in Kalifornien wurde es zunächst nicht zugelassen (das änderte sich erst 2007 mit einer speziellen Ausgabe für Kalifornien von McGraw Hill) und in Texas wurde die dritte Auflage 2007 nicht zugelassen (obwohl dort schon an vielen Schulen nach älteren Ausgaben unterrichtet wurde). Insgesamt war das Programm aber sehr erfolgreich.
Er gründete 1992 Seminare für Mathematiklehrer (Elementary Specialists and Mathematics Educators, SESAME) und 1988 mit Diane Herrmann ein Young Scholars Program für Schüler in Chicago. Er verfasste mehrere Schulbücher.
Sally war mehrfach am Institute for Advanced Study, wo er mit Joseph Shalika zusammenarbeitete.
2012 wurde er Fellow der American Mathematical Society.
Er war Diabetiker und aufgrund seiner Krankheit trug er zwei Bein-Prothesen und eine Augenklappe. Er war mit der Mathematikerin Judith D. Sally verheiratet und hat drei Söhne.

## Schriften
- Trimathlon: a workout beyond the school curriculum, A. K. Peters 2003
- mit Diane Herrmann: Number, Shape and Symmetry: an Introduction to Mathematics, Brooks Cole 2004
- mit Diane Herrmann: Number Theory and Geometry for College Students, Brooks Cole 2005
- mit Judith Sally: Roots to Research: A Vertical Development of Mathematical Problems, AMS 2007
- Tools of the Trade: Introduction to Advanced Mathematics, AMS 2008
- mit J. A. Shalika Characters of the discrete series of representations of SL(2) over a local field, Proc. Nat. Acad. Sci., 1968
- Fundamentals of mathematical analysis, AMS 2013